# El despertar de Angantyr

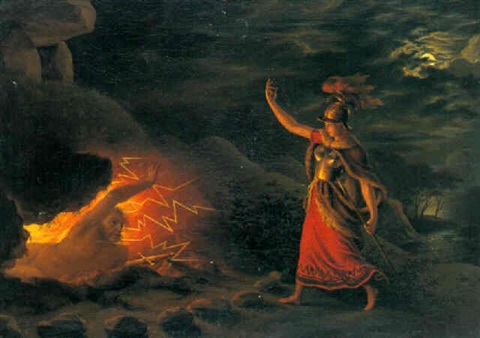
Hervör despierta el fantasma de su padre Angantýr, pintura de Christian Gottlieb Kratzenstein-Stub

El despertar de Angantyr o El conjuro de Hervor (nórdico antiguo: Hervararkviða) es una poesía en nórdico antiguo de la saga Hervarar que a veces es incluida en algunas ediciones de la Edda poética.
La composición trata sobre la skjaldmö Hervör y su visita al fantasma de su padre, Angantyr, en su túmulo. El motivo de la visita era recuperar la espada maldita Tyrfing, la cual era capaz de cortar a través de las armaduras y siempre que era desenvainada debía dar muerte a un hombre.
El poeta francés Leconte de Lisle realizó una adaptación de la Hervararkviða y escribió el poema titulado L’Épée d’Angantyr ("La espada de Angantyr").